# Jerry Kramer
Jerry Kramer (Jordan, 23 de janeiro de 1936) é um ex-jogador profissional de futebol americano estadunidense.

## Carreira
Jerry Kramer foi campeão do Super Bowl II jogando pelo Green Bay Packers.